# Saturnin López Novoa
Pour les articles homonymes, voir López et Novoa.
Saturnin López Novoa (Sigüenza, 29 novembre 1830 - Huesca, 12 mars 1905) est un prêtre espagnol fondateur des petites sœurs des personnes âgées abandonnées et reconnu vénérable par l'Église catholique.

## Biographie
Saturnin né le 29 novembre 1830 à Sigüenza, est élevé par une tante maternelle après avoir perdu sa mère à cinq ans. Il entre au séminaire de Sigüenza à douze ans et termine ses études théologiques à vingt ans. En attendant d'être ordonné prêtre, il est nommé sous-recteur du séminaire et professeur de littérature et de latin. Il est muté à Barbastro en tant que vice-recteur lors de la réouverture du séminaire diocésain où il étudie le droit canon, il est ordonné le 22 septembre 1854. Plus tard il rejoint son oncle, Don Basilio Gil y Bueno (1861-1870) nommé évêque de Huesca pour lui servir de secrétaire, il reçoit une sinécure le 15 juin 1863 puis la charge de chantre le 23 novembre 1864. La Révolution de 1868 fait que la junte de Huesca le banni avec son oncle, ils arrivent pourtant à satisfaire les demandes du diocèse pendant la période la plus mouvementée et, de retour d'exil, le peuple les accueille avec joie. Il participe au premier concile œcuménique du Vatican comme conseiller théologique et assiste et console son oncle dans les derniers moments de sa vie en 1870. À sa mort, il peut se consacrer pleinement au ministère sacerdotal.
Attentif aux besoins de la société, il essaye d'y répondre de son mieux, il fonde une maison pour les étudiants pauvres et encourage la création de la société de Saint-Vincent-de-Paul. En 1871, il établit à Huesca une résidence des petites sœurs des pauvres. 
Début janvier 1872, il recueille une femme malade âgée. Le 7 avril, jour de la mort de la femme, il réfléchit à faire la même chose pour beaucoup d'autres personnes dans les mêmes conditions. Le 18 août, il finit la rédaction des constitutions où il décrit l'esprit de la congrégation. Le 3 octobre, il reçoit les cinq premières candidates puis rencontre Thérèse Jornet e Ibars dont il découvre les qualités exceptionnelles. Thérèse rejoint le groupe avec sa sœur Maria et une amie des deux, Mercedes Calzada y Senan. Peu de temps après, elle est nommée supérieure du petit groupe et reçoit les premières constitutions. Le 27 janvier 1873, dans la chapelle du séminaire de Barbastro a lieu la prise d'habit des dix religieuses, ce jour est considéré comme date de la fondation de la congrégation. La même année, il crée la maison mère et le noviciat des sœurs à Valence avec le soutien de Mgr Mariano Benito Barrio Fernández,archevêque de Valence, les religieuses prennent possession des lieux le 8 mai 1873. En 1887, il établit des servantes de Marie, ministres des malades à Huesca. Le père Saturnin meurt d'une pneumonie à Huesca le 12 mars 1905.
La cause de béatification de Saturnin López Novoa commence dans le diocèse de Valence le 7 novembre 1998 et se termine le 2 avril 2000, elle est validée le 23 novembre 2001. Après la diffusion de la positio super virtutibus, il est déclaré vénérable le 8 juillet 2014. Ses restes sont dans la crypte de la maison-mère des petites sœurs des personnes âgées abandonnées à Valence. 